# Condor Ness
Condor Ness ist eine Landspitze, die den nördlichen Ausläufer von Sims Island im Carroll Inlet vor der English-Küste des westantarktischen Ellsworthlands bildet.
Benannt ist die Landspitze seit 2022. Namensgeberin ist ein Flugzeug vom Typ Curtiss T-32 Condor II, das bei der Erkundung dieses Gebiets aus der Luft im Rahmen der United States Antarctic Service Expedition (1939–1941) unter der Leitung des US-amerikanischen Polarforschers Richard Evelyn Byrd eingesetzt wurde.